# Kendals

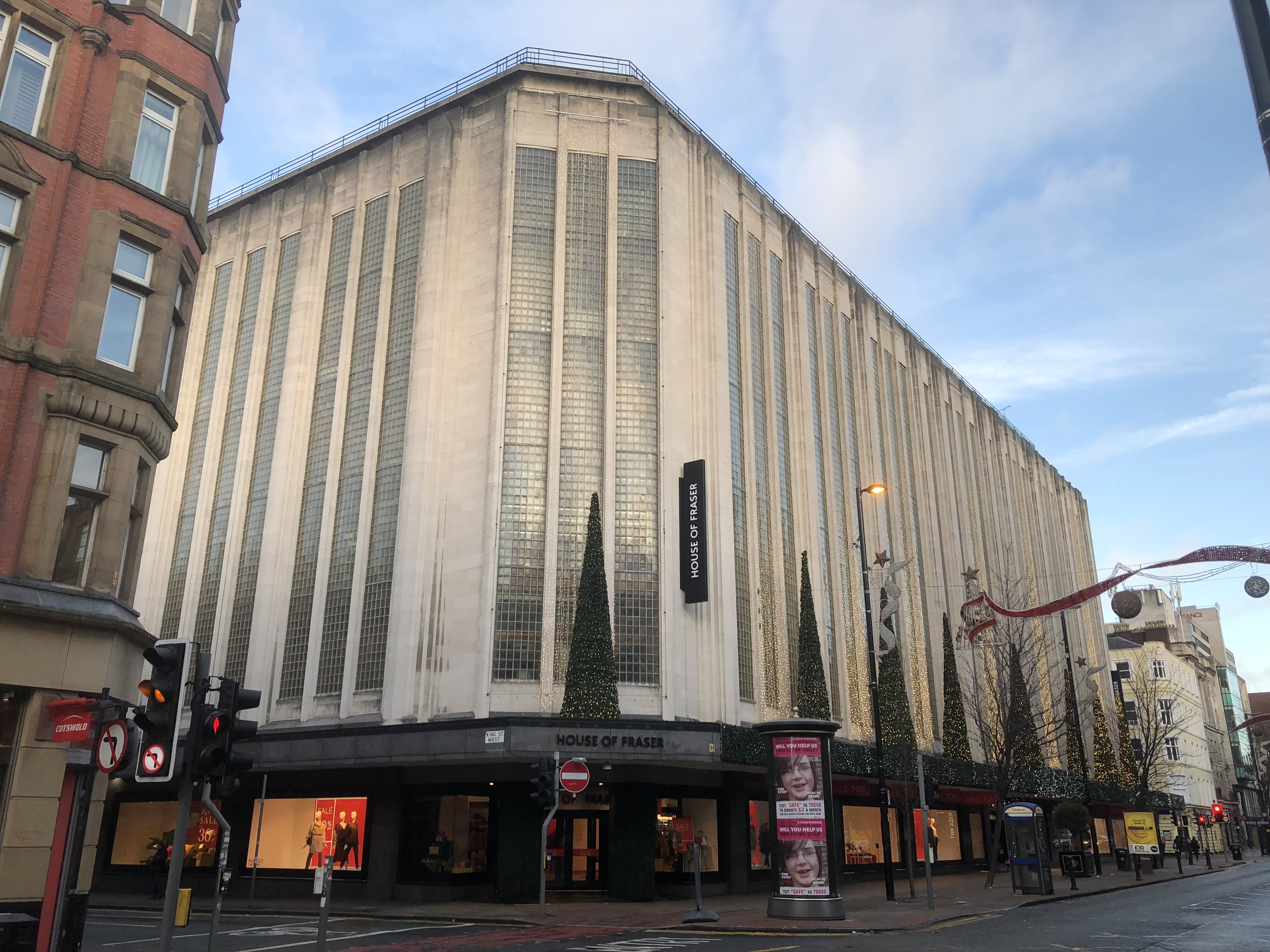
Het art-decogebouw van Kendals, Deansgate in Manchester

Kendals was de naam van een warenhuis in Manchester, Engeland, dat nu geëxploiteerd wordt onder de naam, House of Fraser. De winkel heeft in zijn bestaan verschillende namen gehad: Kendal Milne, Kendal, Milne & Co, Kendal, Milne & Faulkner, Harrods en Watts.

## Geschiedenis
De winkel werd in 1832 geopend als Watts' en werd Kendal, Milne & Faulkner toen drie werknemers het bedrijf kochten en in 1836 opnieuw openden. De oprichter John Watts was in 1796 een gordijnzaak begonnen in Deansgate, die welvarend werd en later bekend stond als "The Bazaar" en uitbreidde naar een terrein aan de andere kant van Deansgate. Het winkelgebouw uit 1836 (aan de oostzijde) is na de straatverbreding van 1873 herbouwd door architect EJ Thompson. De plaats van de huidige winkel werd ingenomen door de kabinettenshowrooms, werkplaatsen en verpakkingsafdelingen.
In 1919 werd het warenhuis door Harrods gekocht en heette in de jaren twintig een tijdlang Harrods. Maar de naam wijzigde snel terug in Kendal Milne na protesten van klanten en personeel.
De Harrods-groep werd samen met Kendals in 1959 overgenomen door House of Fraser. De winkel bleef handelen onder de naam Kendals tot 2005, toen de winkel na een grondige renovatie werd omgedoopt tot House of Fraser Manchester. Ondanks de re-branding van Kendals is de naam 'Kendal, Milne and Co' nog steeds duidelijk zichtbaar op marmeren naamplaten boven de ingangen van de winkel.
De winkel is gevestigd in een art-decogebouw aan Deansgate, met een winkeloppervlakte van 26.000m², waarmee het in oppervlakte gezien het tweede warenhuis van Machester is.
De huidige winkel is ontworpen in 1938 door de huisarchitect van Harrod's, Louis David Blanc, met inbreng van de lokale architect J.S. Beaumont, en werd in 1939 voltooid. Het pand staat op de monumentenlijst. Dit filiaal bestond jarenlang naast het Victoriaanse winkelgebouw aan de andere kant van Deansgate (geopend in 1873). Ten westen van de winkel bevindt zich een grote parkeergarage.
In oktober 2018 werd aangekondigd dat het House of Fraser-warenhuis eind januari 2019 zou sluiten omdat het bedrijf niet in staat was een herfinanciering te verkrijgen. In november 2018 werd echter aangekondigd dat de winkel gered was.
In oktober 2020 ontstonden er plannen die suggereren dat de winkel voor eens en voor altijd zal sluiten, waarbij de winkel wordt opgeknapt, uitgebreid en herbestemd als kantoren. De parkeergarage met meerdere verdiepingen in het westen zou worden gesloopt en vervangen door extra kantoorruimte en openbare ruimte tussen de twee gebouwen.